# Pandémie de Covid-19 en Afghanistan
La pandémie de Covid-19 en Afghanistan démarre officiellement le 24 février 2020. À la date du 26 octobre 2022, le bilan est de 7 820 morts.
Le système de santé Afghan est très défaillant, aux suites de plus de quarante années de guerre civile : le bilan du coronavirus dans le pays est certainement beaucoup plus élevé pour de nombreux experts, mais les données manquent, et celles qui sont officielles ne proviennent que de rares hôpitaux ou autres petites cliniques médicales, surtout concentrées à Kaboul. 
Le chiffre officiel des morts communiqué par le gouvernement Afghan correspond à des malades du Covid 19 morts à l'hôpital, et inhumés selon les strictes normes sanitaires, ce qui correspond par exemple à l'absence de toute toilette mortuaire du défunt, et un corps non présenté ou montré aux familles.      

## Chronologie
Le 23 février 2020, trois habitants de Hérat, de retour de Qom en Iran, sont suspectés d'être malades de la Covid-19. Leurs échantillons de sang sont envoyés à Kaboul pour être analysés. Le lendemain, l'un d'eux, un homme de 35 ans, s'avère être positif. Le 7 mars 2020, trois nouveaux cas sont confirmés dans la province d'Hérat.

## Statistiques

Nombre de cas en Afghanistan depuis le début de l'épidémie.

Nombre de morts en Afghanistan depuis le début de l'épidémie.